# فرج
فَرَج (به انگلیسی: Vulva) از اندام‌های جنسی خارجی زنانه تشکیل شده است. فرج شامل تپه ونوس، لب‌های بزرگ، لب‌های کوچک، کلیتوریس، پیازهای دهلیزی، دهلیز کاذب، مجرای ادراری، دهانه واژن، پرده بکارت، و غدد دهلیزی بارتولین و اسکین است. سایر ویژگی‌های فرج شامل شکاف پودندال، غدد چربی، مثلث ادراری تناسلی (قسمت قدامی میان‌دوراه) و موی تناسلی است. فرج شامل ورودی واژن است که به رحم منتهی می‌شود و یک لایه محافظتی دوگانه برای این امر توسط چین‌های لبه‌های بیرونی و داخلی ایجاد می‌کند. عضلات کف لگن و سایر عضلات مثلث ادراری تناسلی از ساختارهای فرج حمایت می‌کنند.
خون رسانی به فرج از سه سرخرگ شرمگاهی (pudendal arteries) می‌آید. رگ لنفی آوران لنف را از فرج به غدد لنفاوی اینگوینال می‌برند. اعصابی که فرج را تأمین می‌کنند عبارتند از: عصب پودندال، عصب پرینه (perineal nerve)، عصب ایلیو اینگوینال و شاخه‌های آنها. تأمین خون و اعصاب به فرج به مراحل تحریک جنسی کمک می‌کند که در فرایند تولید مثل مفید است.
به دنبال رشد فرج، تغییراتی در بدو تولد، کودکی، بلوغ، یائسگی و پس از یائسگی رخ می‌دهد. تغییرات زیادی در ظاهر فرج، به ویژه در رابطه با لب‌های کوچک وجود دارد. فرج می‌تواند تحت تأثیر بسیاری از اختلالات قرار گیرد که اغلب ممکن است منجر به سوزش (Irritation) شود. اقدامات بهداشتی ولوواژینال می‌تواند از بسیاری از این موارد جلوگیری کند. سایر اختلالات شامل تعدادی عفونت و سرطان واژن است. چندین عمل جراحی ترمیمی فرج وجود دارد که به نام ژنیتوپلاستی (genitoplasties) شناخته می‌شوند و برخی از آنها به عنوان روش‌های جراحی زیبایی نیز مورد استفاده قرار می‌گیرند.
فرهنگ‌های مختلف دیدگاه‌های متفاوتی در مورد فرج داشته‌اند. برخی از ادیان و جوامع باستانی فرج را پرستش می‌کردند و زن را به عنوان یک الهه احترام می‌گذاشتند. سنت‌های اصلی در هندوئیسم این را ادامه می‌دهند. در جوامع غربی یک نگرش تا حد زیادی منفی وجود داشته است که با اصطلاح پزشکی Pudenda membra، به معنای قسمت‌هایی که باید از آنها خجالت بکشید، مشخص می‌شود. در تلاش‌های مختلف برای ایجاد دیدگاه مثبت‌تر و طبیعی‌تر، مانند کارهای هنرمندان بریتانیایی، آمریکایی و ژاپنی، واکنش هنرمندانه‌ای به این موضوع وجود داشته است. در حالی که واژن بخشی جداگانه از آناتومی است، اغلب به صورت مترادف با فرج استفاده می‌شود. مهم‌ترین اندام‌های جنسی زنانه که از بیرون قابل دیدن هستند یا در رابطه جنسی نقش مستقیم دارند، فرج و واژن هستند.
لب‌های بیرونی و درونی فرج چین خوردگی‌های پوستی هستند که به‌طور خاص دهانه واژن را می‌پوشانند. لب‌های بیرونی در خارج قرار دارند، گوشتی‌تر بوده و در حالت طبیعی مو دارند. لب‌های درونی داخل‌تر هستند، از کلیتوریس تا پایین دهانه واژن امتداد دارند و با مو پوشیده نشده‌اند. لب‌های فرج ممکن است صاف باشند یا چروکیده، بلند باشند یا کوتاه، صورتی باشند یا تیره. در قدیم به لب‌های درونی لب‌های کوچک و به لب‌های بیرونی لب‌های بزرگ گفته می‌شد اما با مشاهده برداشت غلط افراد که توقع داشتند لب‌های درونی کوچک‌تر از لب‌های بیرونی باشند، این واژه‌ها به لب‌های درونی و بیرونی تغییر داده شدند.
در فرهنگ‌های مختلف ترجیحات متفاوتی برای این خصوصیات وجود دارد مثلاً در زیمبابوه دختر بچه‌ها تشویق می‌شوند که از سن حدود هشت سالگی لب‌های درونی را به سمت پایین بکشند که به مرور بلندتر بشوند. در حالی‌که در دهه اخیر در آمریکای شمالی بسیاری از خانم‌ها سعی در کوچک کردن این لب‌ها دارند و بعضاً حاضر هستند با عوارض جانبی جراحی کنار بیایند که از نظر ظاهری این تغییرات را ایجاد کنند. به‌صورت طبیعی لب‌های درونی ممکن است بزرگتر از لب‌های بیرونی باشند و خارج‌تر از آنها قرار گیرند. این لب‌ها به تحریکات جنسی پاسخ می‌دهند و هنگام برانگیختگی جنسی بزرگ‌تر می‌شوند.

## ریشه‌شناسی
فَرْج در لغت به معنای شکاف بین دو چیز آمده است، مانند شکاف دیوار و نیز میانه دو پا را فرج گویند. از این رو، به کنایه به آلت تناسلی زن و مرد؛ هر دو فرج اطلاق شده است؛ کاربرد رایج آن در عرف، روایات و کلمات آلت تناسلی زن می‌باشد؛ به گونه‌ای که هرگاه مطلق و بدون قرینه به کار رود منصرف به همین معنا است. در زبان محاوره‌ای کلمه دیگری برای فرج وجود دارد که در محاورات محترمانه و به عنوان مثال وقتی به پزشک مراجعه می‌کنید، از آن استفاده نمی‌شود. این نامها مانند عورت، شرمگاه و شرمجای بار معنایی منفی دارد

## ساختار

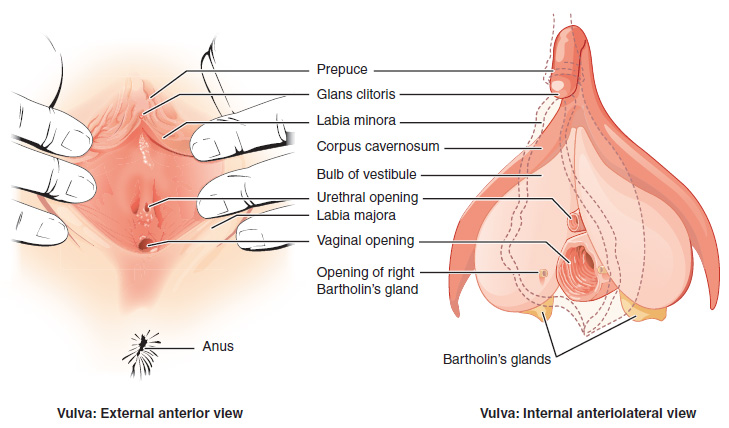
تصویر برچسب گذاری شده از فرج که نمای خارجی و داخلی را نشان می‌دهد

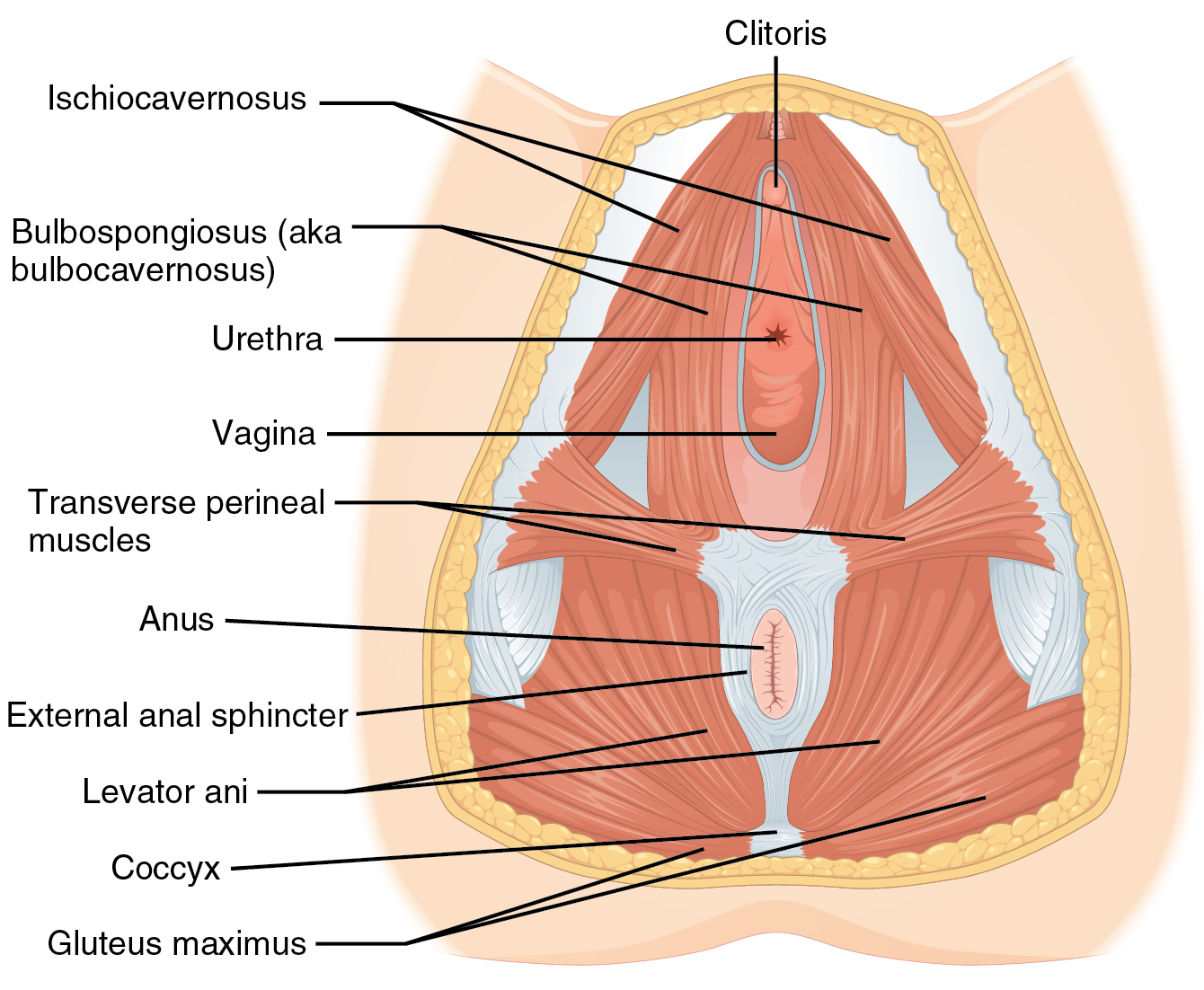
عضلات ناحیه ی تناسلی زنان

ساختارهای اصلی فرج عبارتند از: تپه ونوس، لبه بزرگ و لبه کوچک، قسمت‌های خارجی کلیتوریس – کلاه کلیتورال و گلن، مجرای ادراری، دهانه واژن و پرده بکارت، و غدد دهلیزی بارتولین و اسکن. سایر ویژگی‌ها شامل شکاف پودندال، موهای ناحیه تناسلی، غدد چربی پوست، دهلیز فرج و مثلث ادراری تناسلی است.

### لب‌ها

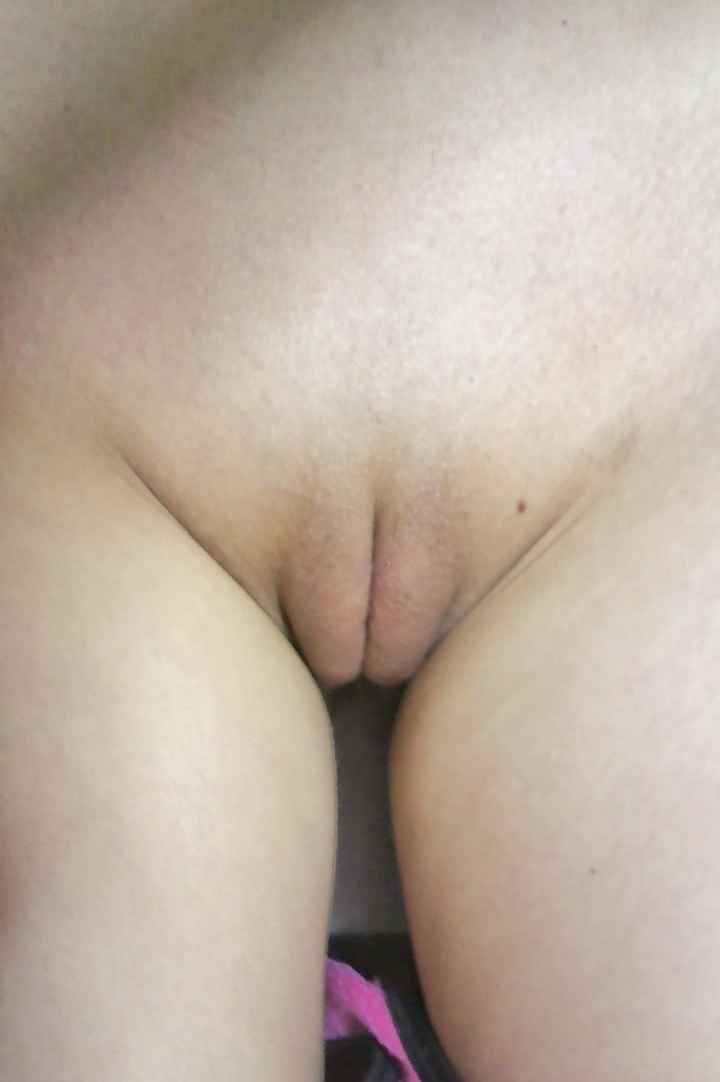
لب های (لابیا) بزرگ یا بیرونی

لب‌ها یا لابیا چین‌های پوست اطراف دهانه واژن هستند. لب‌های بزرگ (لب‌های بیرونی) معمولاً گوشتی و پوشیده از موهای ناحیه تناسلی هستند. لب‌های کوچک (لب‌های داخلی) در داخل لب‌های بیرونی قرار دارند. آنها از کلیتوریس شروع می‌شوند و به زیر دهانه واژن ختم می‌شوند. لابیا می‌تواند کوتاه یا بلند، چروکیده یا صاف باشد. اغلب یک لب بلندتر از دیگری است. همچنین رنگ آنها از صورتی تا مشکی مایل به قهوه‌ای متفاوت است. رنگ لابیای می‌تواند با افزایش سن تغییر کند. برخی از افراد لب‌های بیرونی بزرگتر از لب‌های داخلی دارند و بسیاری از افراد لب‌های داخلی بزرگتری نسبت به لب‌های بیرونی دارند. هر دو حساس هستند و هنگام تحریک متورم می‌شوند.

### کلیتوریس
نوک کلیتوریس در بالای فرج و جایی قرار دارد که لب‌های درونی به هم می‌رسند. این قسمت قابل مشاهده در بعضی افراد ممکن است فقط در حد نیم سانتیمتر باشد و در برخی تا ۲–۳ سانتیمتر برسد. از آنجا که این عضو به شدت حساس است، روی آن پوست ظریفی کشیده شده است. مابقی کلیتوریس دیده نمی‌شود و بعد از دوشاخه شدن تا حدود ۱۲ سانتیمتر داخل بدن ادامه دارد. این عضو از بافتی اسفنجی تشکیل شده که هنگام برانگیختگی جنسی پرخون و شبیه آلت مردانه نعوظ پیدا می‌کند. نوک کلیتوریس حدوداً دارای ۸۰۰۰ عصب حسی است و هدف آن ایجاد لذت و نوعی از ارضاء کامل هنگام برقراری رابطه جنسی است. مجرای ادرار که از مثانه می‌آید، دقیقاً به زیر نوک کلیتوریس باز می‌شود و ادرار از آنجا دفع می‌شود. کمی پایین‌تر، دهانه واژن قرار دارد که از آن خونریزی عادت ماهانه خارج می‌شود، دخول جنسی صورت می‌گیرد و هنگام زایمان طبیعی، نوزاد از آن خارج می‌شود. خیلی افراد به اشتباه فکر می‌کنند دهانه واژن با پرده بکارت پوشیده شده است و هنگام اولین رابطه جنسی باز می‌شود. واقعیت این است که پرده بکارت یک بافت نازک است که تنها قسمتی از ورودی واژن را می‌پوشاند و خونریزی از آن یا از بین رفتن آن لزوماً ارتباطی با اولین تجربه جنسی ندارد.

### تپه ونوس
تپه ونوس برآمدگی نرمی از بافت چربی در جلوی فرج و ناحیه شرمگاهی است که استخوان شرمگاهی را می‌پوشاند. تپه ونوس یا Mons pubis لاتین به معنای «تپه شرمگاهی» است و در هر دو جنس وجود دارد تا به عنوان یک بالشتک در هنگام آمیزش جنسی عمل کند و در زنان بیشتر مشخص است. اصطلاح متفاوت mons veneris ("تپه ونوس") به‌طور خاص برای زنان استفاده می‌شود. قسمت پایینی ان توسط یک شکاف – شکاف پودندال – تقسیم می‌شود که تپه ونوس را به لبه بزرگ جدا می‌کند. پس از بلوغ، کلاهک کلیتورال و لبه کوچک می‌توانند به میزان متغیری به داخل شکاف پودندال بیرون بزنند. تپه ونوس و لبه بزرگ در دوران بلوغ پوشیده از موهای ناحیه تناسلی می‌شوند.

### گوناگونی

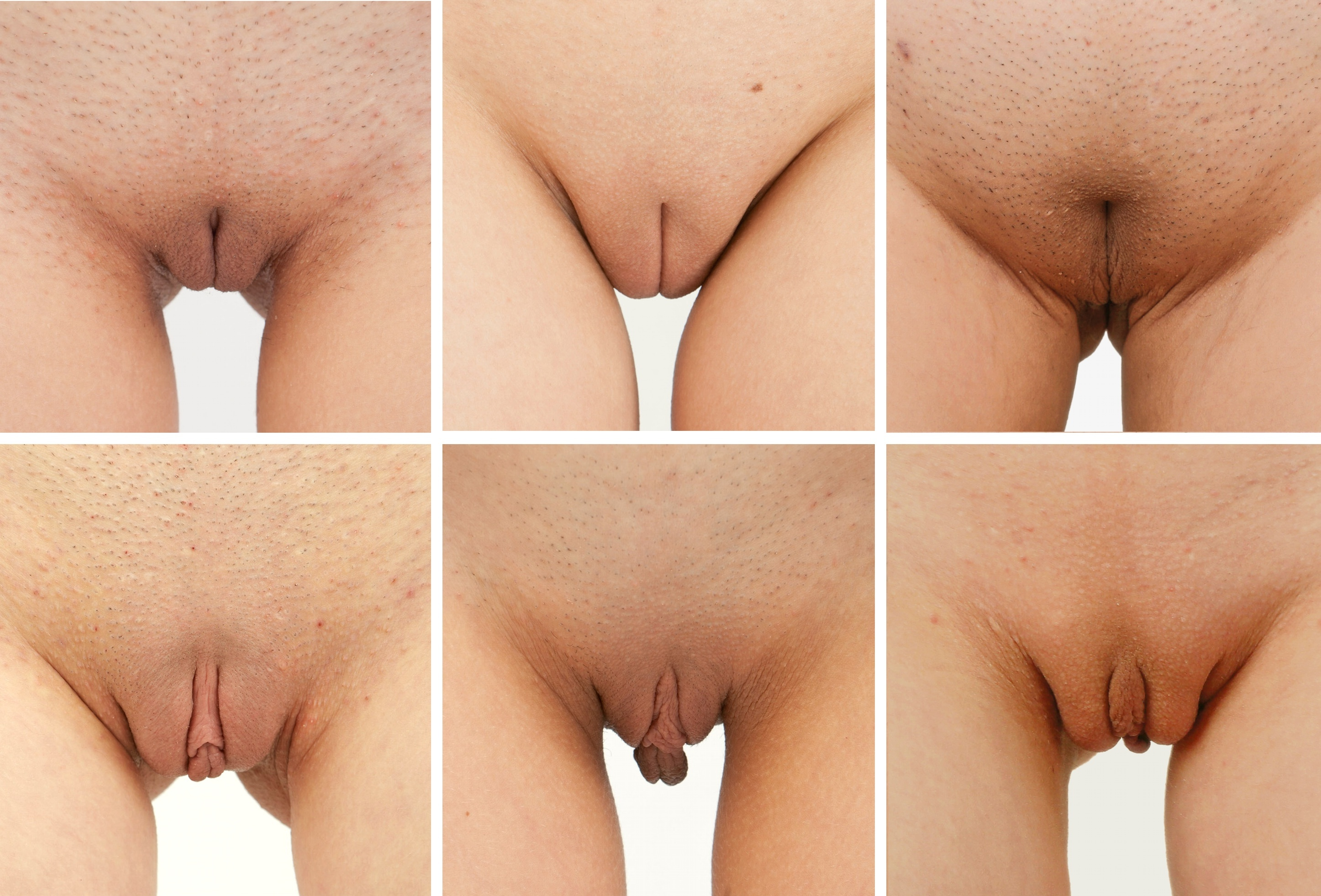
طول لبه کوچک فرج در بین زنان به‌طور قابل توجهی متفاوت است: در حالی که در برخی از زنان فرج (ردیف بالا) به‌طور کامل لب‌های کوچک را در بر می‌گیرد، در زنان دیگر بیرون زده و در حالت ایستاده به وضوح قابل مشاهده است (ردیف پایین).

در ظاهر اندام تناسلی زنان تنوع زیادی وجود دارد. بسیاری از این تنوع در تفاوت‌های قابل توجه در اندازه، شکل و رنگ لبه کوچک است که اگرچه لب‌های کوچکتر نامیده می‌شوند، اغلب می‌توانند اندازه قابل توجهی داشته باشند و ممکن است خارج از واژن یا لبه بزرگ بیرون بزنند. این تنوع همچنین در نمایش بزرگی از ۴۰۰ قالب فرج به نام دیوار بزرگ واژن که توسط جیمی مک‌کارتنی برای پر کردن کمبود اطلاعات در مورد ظاهر یک فرج طبیعی ایجاد شده است، مشهود است. قالب‌های گرفته شده از گروه بزرگسالان و متنوعی از زنان به وضوح نشان داد که تنوع زیادی وجود دارد. موهای ناحیه تناسلی نیز از نظر رنگ، بافت و میزان فر شدن متفاوت است.
محققان بیمارستان الیزابت گرت اندرسون، لندن، ابعاد چندگانه تناسلی ۵۰ زن بین ۱۸ تا ۵۰ سال را با میانگین سنی ۳۵٫۶ اندازه گرفتند:
|                                              | اندازه‌گیری‌ها            | میانگین     |
| -------------------------------------------- | ----------------------- | ----------- |
| طول کلیتورال (میلی‌متر)                       | ۵٫۰–۳۵٫۰                | ۱۹٫۱ [۸٫۷]  |
| عرض کلیتورال (میلی‌متر)                       | ۳٫۰–۱۰٫۰                | ۵٫۵ [۱٫۷]   |
| کلیتوریس به پیشاب‌راه (میلی‌متر)               | ۱۶٫۰–۴۵٫۰               | ۲۸٫۵ [۷٫۱]  |
| طول لب‌های بزرگ (سانتی‌متر)                    | ۷٫۰–۱۲٫۰                | ۹٫۳ [۱٫۳]   |
| طول لب‌های کوچک (میلی‌متر)                     | ۲۰–۱۰۰                  | ۶۰٫۶ [۱۷٫۲] |
| عرض لب‌های کوچک (میلی‌متر)                     | ۷٫۰–۵۰٫۰                | ۲۱٫۸ [۹٫۴]  |
| طول پرینه (میلی‌متر)                          | ۱۵٫۰–۵۵٫۰               | ۳۱٫۳ [۸٫۵]  |
| طول واژن (سانتی‌متر)                          | ۶٫۵–۱۲٫۵                | ۹٫۶ [۱٫۵]   |
| مقیاس تانر (n)                               | IV                      | ۴٫۰ (۸٪)    |
| مقیاس تانر (n)                               | V                       | ۴۶ (۹۲٪)    |
| رنگ ناحیه تناسلی در مقایسه با پوست اطراف (n) | همان رنگ                | ۹ (۱۸٪)     |
| رنگ ناحیه تناسلی در مقایسه با پوست اطراف (n) | رنگ تیره‌تر              | ۴۱ (۸۲٪)    |
| ناهمواری لابیا (n)                           | صاف (بدون چروک)         | ۱۴ (۲۸٪)    |
| ناهمواری لابیا (n)                           | نسبتاً چین و چروک        | ۳۴ (۶۸٪)    |
| ناهمواری لابیا (n)                           | به‌طور مشخص چروک شده است | ۲ (۴٪)      |

## رشد

### رشد قبل از تولد

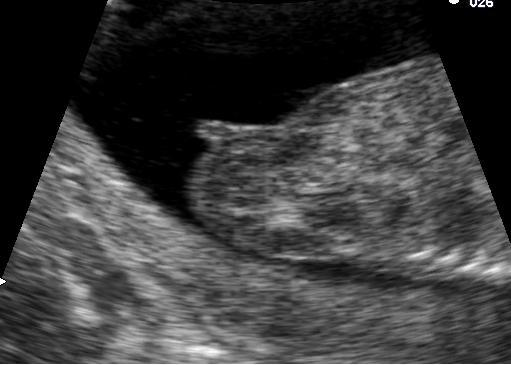
دندان تناسلی زنان در هفته چهاردهم

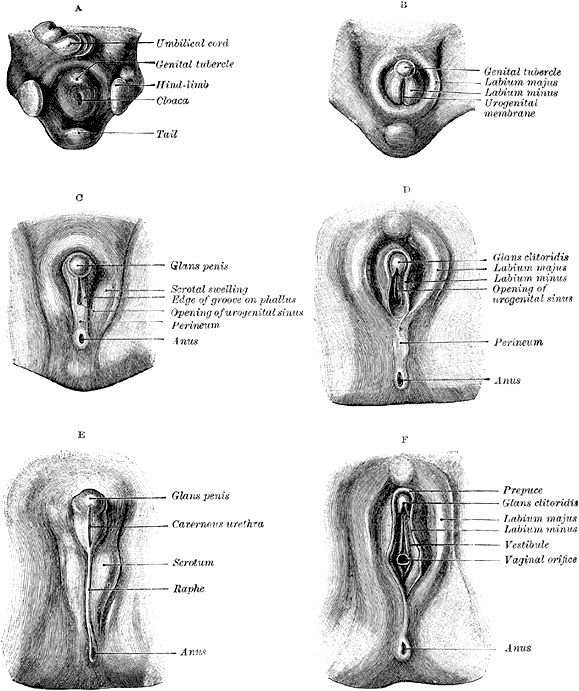
مراحل رشد اندام تناسلی که همولوگ‌هایی را از هر دو جنس نشان می‌دهد - زن در سمت راست

در هفته سوم رشد جنین (Human embryogenesis)، سلول‌های مزانشیمی از رگه اولیه به اطراف غشای کلواکال مهاجرت می‌کنند. در اوایل هفته پنجم سلول‌ها دو تورم به نام چین‌های کلواکال تشکیل می‌دهند. چین‌های کلوآک در جلوی غشای کلوآکال به هم می‌رسند و ناحیه برجسته‌ای را تشکیل می‌دهند که به نام دندان تناسلی شناخته می‌شود. سپتوم مجرای ادراری با غشای کلوآکال ترکیب می‌شود و میان‌دوراه را تشکیل می‌دهد. این تقسیم دو ناحیه ایجاد می‌کند که یکی توسط چین‌های مجرای ادرار و دیگری توسط چین‌های مقعد احاطه شده است. این نواحی به مثلث ادراری تناسلی و مثلث مقعدی تبدیل می‌شوند. ناحیه بین واژن و مقعد به عنوان پرینه بالینی شناخته می‌شود.

## کارکرد و فیزیولوژی
مورفولوژی و فیزیولوژی فرج و واژن در طول زندگی تغییر می‌کند. برجسته‌ترین تغییرات مربوط به بلوغ، چرخه قاعدگی، بارداری و یائسگی است. روند بلوغ زودرس در کشورهای توسعه یافته غربی مشاهده شده است. در زنان در سنین باروری، مخاط واژن به چرخه هورمون استروئیدی پاسخ می‌دهد و حداکثر ضخامت و محتوای گلیکوژن درون سلولی را در اواسط چرخه نشان می‌دهد. ضخامت پوست فرج بدون تغییر باقی می‌ماند اما تغییرات مرتبط با چرخه قاعدگی در ارتو و پاراکراتوزیس در سطح سیتولوژی رخ می‌دهد. فرج و واژن بیشتر با نیازهای بارداری و زایمان سازگار می‌شوند. پس از یائسگی، آتروفی بافت رخ می‌دهد. تغییرات پس از یائسگی در عملکرد سد پوستی، هیدراتاسیون پوست و حساسیت به تحریک در پوست در معرض مشاهده شده است اما روی فرج مشاهده نشده است. با این وجود، زنان مسن‌تر مبتلا به بی‌اختیاری ادرار در معرض افزایش خطر ابتلا به درماتیت بی‌اختیاری هستند. ترکیبی از عوامل مانند آتروفی بافت، اتلاف کندتر هیدراتاسیون اضافی پوست، نیروهای برشی مرتبط با تحرک محدود، و ظرفیت کمتر بازسازی بافت، خطر ابتلا به درماتیت بی‌اختیاری را در زنان مسن افزایش می‌دهد.
فرج نقش عمده‌ای در سیستم تولید مثل دارد. ورود و محافظت از رحم و شرایط مناسب از نظر گرما و رطوبت را فراهم می‌کند که به عملکردهای جنسی و تولید مثلی آن کمک می‌کند. اندام‌های خارجی فرج شامل عصب‌های بسیاری می‌شوند و زمانی که به درستی تحریک شوند، موجب ایجاد لذت جنسی می‌شوند. تپه ونوس در حین آمیزش جنسی از استخوان شرمگاهی محافظت می‌کند.

### برانگیختگی جنسی

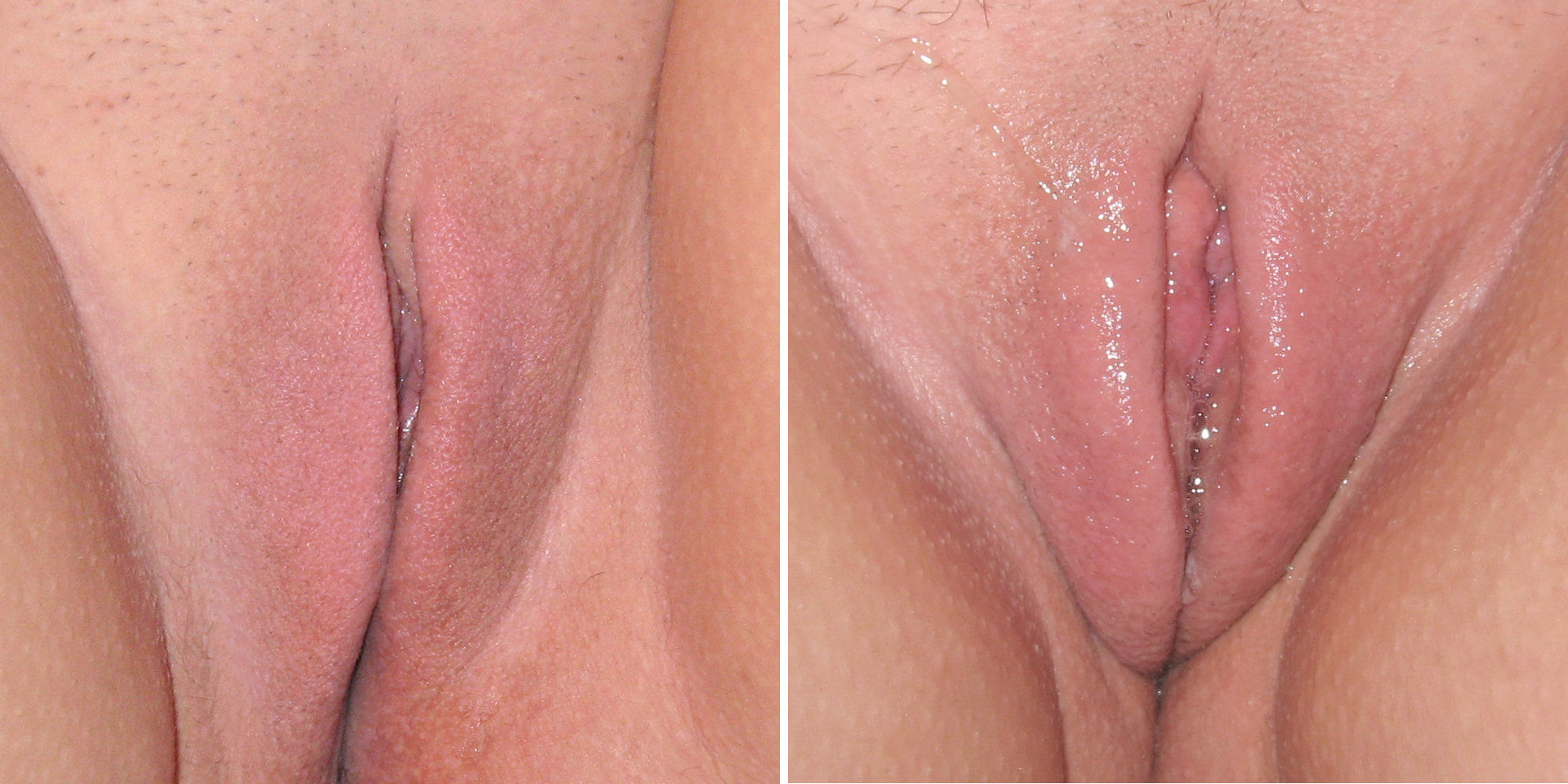
فرج تحریک نشده در سمت چپ و فرج تحریک شده جنسی در سمت راست با بزرگ شدن و براق شدن لب‌های کوچک ناشی از روانکاری واژن و گرفتگی عروق

کلیتوریس و لبه کوچک هر دو نواحی اروژنی در فرج هستند. تحریک موضعی می‌تواند کلیتوریس، واژن و سایر نواحی پرینه را درگیر کند. کلیتوریس حساس‌ترین ناحیه اروژنیک زنانه در انسان و به‌طور کلی منبع اصلی تشریحی لذت جنسی زن است. تحریک جنسی کلیتوریس می‌تواند منجر به برانگیختگی جنسی گسترده شود و در صورت تداوم، می‌تواند منجر به ارگاسم گردد. تحریک ارگاسم به‌طور مطلوب با یک حس ماساژ به دست می‌آید.

### فاصله بین واژن و کلیتورال
فاصله frenula clitoridis در غده کلیتورال از مجرای ادراری واقع در دهانه واژن، به اصطلاح CUMD (فاصله چشم کلیتورال-ادراری)، اندازه‌گیری می‌شود.

## اهمیت بالینی

### التهاب
التهاب و خارش فرج را خارش فرج (pruritus vulvae) می‌نامند. این می‌تواند نشانه بسیاری از اختلالات باشد که برخی از آنها ممکن است با آزمایش پچ (patch test) مشخص شود. شایع‌ترین علت التهاب عفونت قارچی واژن است که یک عفونت قارچی است. اقدامات بهداشتی ولوواژینال می‌تواند به جلوگیری از بسیاری از اختلالات از جمله عفونت قارچی کمک کند. عفونت‌های واژن مانند واژینوز و رحم ممکن است ترشحات واژن ایجاد کند که در تماس با بافت فرج می‌تواند سوزناک باشد. التهابی مانند واژینیت و ولوواژینیت می‌تواند در نتیجه این امر باعث سوزش و درد شود. موهای زائد (Ingrown hairs) ناشی از تراشیدن موهای ناحیه تناسلی می‌توانند باعث فولیکولیت (folliculitis) شوند که در آن فولیکول مو عفونی می‌شود. یا باعث ایجاد یک پاسخ التهابی به نام جوش اصلاح شود. یکی دیگر از علل التهابی کمتر شایع، لیکن پلان تناسلی است. یک نوع شدید این سندرم ولوواژینال-لثه است که می‌تواند منجر به باریک شدن واژن، یا تخریب فرج شود. بسیاری از انواع عفونت‌ها و سایر بیماری‌ها از جمله برخی سرطان‌ها ممکن است باعث التهاب شوند.

### عفونت‌های مقاربتی

زگیل‌های آبی مولوسکوم کونتاژیوزوم

اندام‌ها و بافت‌های فرج می‌توانند تحت تأثیر عوامل عفونی مختلف مانند باکتری‌ها و ویروس‌ها قرار گیرند یا توسط انگل‌هایی مانند شپش و کنه آلوده شوند. بیش از ۳۰ نوع پاتوژن می‌توانند از طریق آمیزش جنسی منتقل شوند و بسیاری از آنها بر اندام تناسلی تأثیر می‌گذارند. اکثر بیماری‌های آمیزشی علائمی ایجاد نمی‌کنند یا نشانه ممکن است خفیف باشند و نشان دهنده یک بیماری مقاربتی نباشند. انجام رابطه جنسی ایمن می‌تواند خطر ابتلا به بسیاری از پاتوژن‌های مقاربتی را تا حد زیادی کاهش دهد. استفاده از کاندوم (اعم از کاندوم مردانه یا زنانه) یکی از موثرترین روش‌های محافظت است.

### سرطان
سرطان مهبل
بدخیمی‌ها می‌توانند در قسمت‌های کرکی و دارای موی فرج ایجاد شوند. بر اساس منشأ سلولی و بافت‌شناسی، سرطان‌های فرج به انواع سرطان سلول سنگفرشی، ملانوم، کارسینوم سلول بازال، آدنوکارسینوم، سارکوم و بیماری پاژه خارج پستانی مهاجم طبقه‌بندی می‌شوند. کارسینوم سلول سنگفرشی شایع‌ترین نوع سرطان فرج است و حدود ۷۵ درصد از سرطان‌های مهبل را تشکیل می‌دهد که معمولاً در لبه‌ها به ویژه لبهای بزرگ یافت می‌شوند. دومین سرطان شایع فرج ، کارسینوم سلول بازال است که به ندرت به غدد لنفاوی منطقه یا اندام‌های دور گسترش می‌یابد. سومین زیرگروه شایع ملانوم است. مطالعات نشان داده‌اند که ملانوم‌های فرج دارای بیولوژی تومور و ویژگی‌های جهشی متفاوتی در مقایسه با ملانوم‌های پوست هستند که تأثیر مستقیمی بر درمان پزشکی ملانوم‌های فرج دارد.
سرطان ولوا یک بدخیمی ناشایع زنانه است که عمدتاً زنان یائسه را تحت تأثیر قرار می‌دهد. غربالگری خاصی وجود ندارد و موثرترین راهبرد برای کاهش بروز سرطان فرج، درمان مناسب ضایعات مستعد کننده و پیش نئوپلاستیک مرتبط با ایجاد آن است. در حالی که سرطان فرج ممکن است بدون علامت باشد، اکثر زنان با خارش یا درد ولوا به پزشک مراجعه می‌کنند یا متوجه یک توده یا زخم شده‌اند؛ بنابراین، هر ضایعه مشکوک فرج باید بیوپسی شود تا از تهاجم جلوگیری شود. درمان سرطان فرج در درجه اول به بافت‌شناسی و مرحله بندی جراحی بستگی دارد. درمان عمدتاً جراحی است، به ویژه برای کارسینوم سلول سنگفرشی، اگرچه شیمی درمانی همزمان یک جایگزین مؤثر به ویژه برای تومورهای پیشرفته است. مدیریت باید فردی باشد و توسط یک تیم چند رشته‌ای در یک مرکز سرطان با تجربه در درمان این تومورها انجام شود.

### دیگر شرایط
- واژینیت (Vaginitis): التهاب واژن، معمولاً از عفونت قارچی یا رشد بیش از حد باکتری. خارش، ترشح و تغییر بو علائم معمولی هستند. واژینیت با آنتی‌بیوتیک یا داروهای ضد قارچ درمان می‌شود.
- واژینیسموس (Vaginismus): اسپاسم غیرارادی عضلات واژن در حین رابطه جنسی. ناراحتی عاطفی در مورد رابطه جنسی، یا شرایط پزشکی، می‌تواند مسئول باشد. بسته به علت، می‌توان آن را با دارو، مشاوره یا برخی از انواع دیگر درمان کرد.
- زگیل تناسلی (Genital warts): زگیل تناسلی ممکن است بر فرج، واژن و دهانه رحم تأثیر بگذارد. درمان‌ها می‌توانند زگیل‌های واژن را که توسط ویروس پاپیلومای انسانی (HPV) ایجاد می‌شوند، از بین ببرند.
- تریکومونیازیس (Trichomoniasis): عفونت واژن توسط یک انگل میکروسکوپی به نام تریکوموناس. تریکومونیازیس از طریق رابطه جنسی منتقل می‌شود و به راحتی قابل درمان است.
- واژینوز باکتریایی (Bacterial vaginosis) یا (BV): اختلال در تعادل باکتری‌های سالم در واژن که اغلب باعث ایجاد بو و ترشح می‌شود. دوش کردن، یا رابطه جنسی با یک شریک جدید می‌تواند باعث BV شود. BV با آنتی‌بیوتیک درمان می‌شود.
- ویروس هرپس سیمپلکس (Herpes simplex virus) یا (HSV): ویروس هرپس می‌تواند فرج، واژن و دهانه رحم را آلوده کند و باعث ایجاد تاول‌ها و زخم‌های کوچک، دردناک و عود کننده شود. نداشتن علائم قابل توجه نیز شایع است. این ویروس از طریق جنسی منتقل می‌شود. قابل درمان است، اما قابل درمان نیست.
- سوزاک (Gonorrhea): این عفونت باکتریایی مقاربتی اغلب دهانه رحم را درگیر می‌کند. در نیمی از موارد، هیچ علامتی وجود ندارد، اما ترشحات واژن و خارش ممکن است رخ دهد. می‌تواند باعث بیماری التهابی لگن و ناباروری شود. با آنتی‌بیوتیک درمان می‌شود.
- کلامیدیا (Chlamydia): باکتری کلامیدیا تراکوماتیس باعث این عفونت مقاربتی می‌شود. فقط نیمی از زنان علائمی دارند که ممکن است شامل ترشحات واژن یا درد در واژن یا شکم باشد. می‌تواند باعث بیماری التهابی لگن و ناباروری شود. کلامیدیا با آنتی‌بیوتیک درمان می‌شود.
- افتادگی واژن (Vaginal prolapse): به دلیل ضعیف شدن عضلات لگن (معمولاً از زایمان)، رکتوم، رحم یا مثانه به واژن فشار وارد می‌کند. در موارد شدید، واژن از بدن بیرون زده است.

### جراحی
ژنیتوپلاستی یا جراحی زیبایی اندام تناسلی زنان در حال گسترش روزافزون در زمینه جراحی پلاستیک و جراحی زنان است. افزایش تقاضا برای جراحی فرج ناشی از این باور است که ولو از نظر ظاهری غیرطبیعی است. بزرگ شدن یا هیپرتروفی لابیا مینور یک تشخیص بالینی است که به خوبی تعریف نشده است، زیرا می‌توان آن را نوعی آناتومی طبیعی در نظر گرفت. بزرگ شدن لب‌های کوچک می‌تواند باعث مشکلات عملکردی، زیبایی شناختی و روانی اجتماعی شود. در واقع، با توجه به تنوع گسترده مورفولوژی فرج در بین مردم، تعریف فرج «عادی» یک موضوع بسیار ذهنی است. گسترش برهنگی در رسانه‌های عمومی نقش عمده‌ای در ایجاد تصویر مصنوعی و استانداردهایی با توجه به فرم ایده‌آل دارد.

### آزمایش‌های واژن
- معاینه لگن (Pelvic examination): با استفاده از اسپکولوم، پزشک می‌تواند فرج، واژن و دهانه رحم را معاینه کند. قدرت عضلات لگن نیز قابل آزمایش است.
- پاپ اسمیر (Papanicolaou smear): در طول معاینه لگن، معاینه کننده دهانه رحم و واژن را سواب می‌گیرد. پاپ اسمیر سرطان دهانه رحم یا واژن را غربالگری می‌کند.
- کشت باکتریایی (Bacterial culture): یک سواب از دهانه رحم و واژن در طول معاینه لگنی ممکن است در آزمایشگاه کشت داده شود. این می‌تواند عفونت‌های باکتریایی را شناسایی کند.
- کولپوسکوپی (Colposcopy): در معاینه لگن از میکروسکوپ برای بررسی دقیق ولو، واژن و دهانه رحم استفاده می‌شود. کولپوسکوپی می‌تواند به شناسایی سرطان یا سایر مشکلات کمک کند.
- بیوپسی واژینال (Vaginal biopsy): در موارد نادر رشد مشکوک در واژن، ممکن است یک قطعه کوچک از بافت (بیوپسی) برای بررسی سرطان فرستاده شود.

### درمان‌ها
- ضد میکروب‌ها: داروهای ضد قارچ می‌توانند عفونت‌های قارچی را درمان کنند و داروهای آنتی‌بیوتیک می‌توانند عفونت‌های باکتریایی را درمان کنند. داروهای ضد ویروسی عفونت‌های ناشی از ویروس هرپس را درمان می‌کنند.
- درمان زگیل (Wart treatments): برای از بین بردن زگیل‌های واژن می‌توان از روش‌های مختلفی استفاده کرد، از جمله انجماد، مواد شیمیایی، سوزاندن با لیزر یا کوتر.
- پساری واژن (Vaginal pessary): یک وسیله پلاستیکی یا لاستیکی کوچک در داخل واژن قرار می‌گیرد تا اندام‌های در حال افتادگی لگن را در جای خود نگه دارد.
- درمان کگل (Kegel exercises): ورزش عضلات لگن (مانند توقف جریان ادرار) ممکن است باعث بهبود افتادگی واژن و بی‌اختیاری ادرار شود.
- استروژن (Estrogen): اندام‌های تناسلی زنان در داخل و خارج به استروژن پاسخ می‌دهند. درمان با استروژن ممکن است برای احیای این ساختارها در زنان یائسه مفید باشد.
- جراحی: در موارد نادر سرطان واژن یا دهانه رحم، جراحی برای برداشتن تومور مورد نیاز است. جراحی همچنین ممکن است پرولاپس واژن را درمان کند.

## جامعه و فرهنگ

### تغییر اندام تناسلی زن

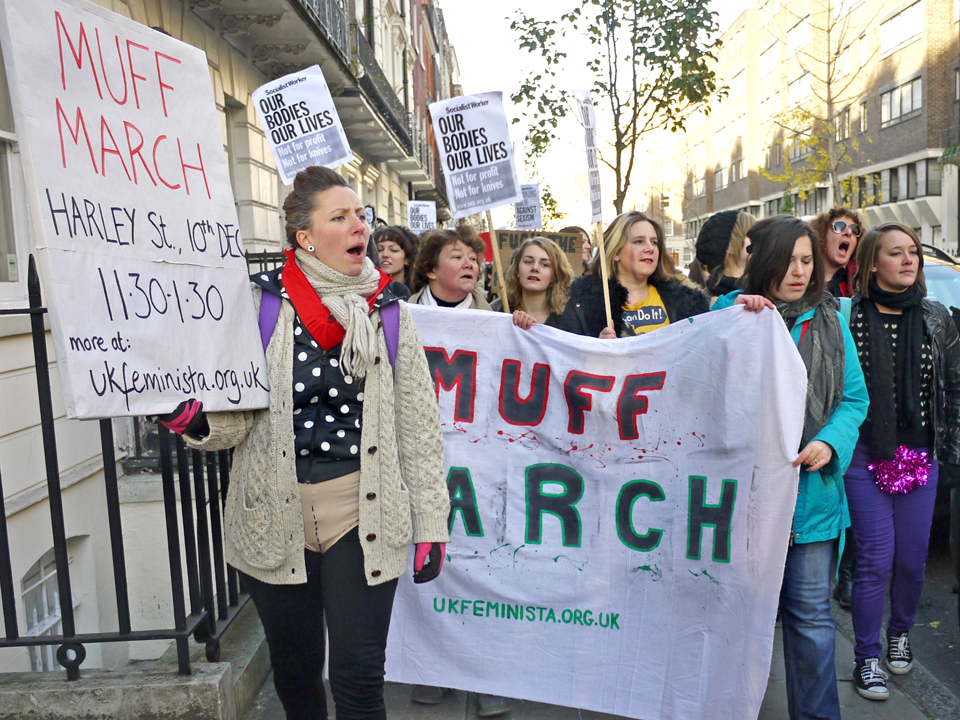
جنبش غرور لبه از ایده‌آل‌های جراحی‌های تناسلی زیبایی زنان خشمگین است: راهپیمایی موف در لندن، ۲۰۱۱

در برخی از شیوه‌های فرهنگی، به ویژه در فرهنگ‌های آفریقایی خویخوی و رواندا، لب‌های کوچک به‌طور هدفمند با کشیدن مکرر آنها و گاهی با آویزان کردن وزنه‌ها کشیده می‌شوند. کشش لبه یک عمل فرهنگی شناخته شده و خانوادگی در بخش‌هایی از شرق و جنوب آفریقا است. این یک عمل مطلوب و تشویق شده توسط زنان (با شروع بلوغ) به منظور ارتقاء رضایت جنسی بهتر برای هر دو طرف است. اکستنشن‌های به‌دست‌آمده می‌توانند تا هفت اینچ در زیر لب بزرگ آویزان شوند. کودکان در جوامع آفریقایی‌تبار مهاجر در قاره‌های دیگر نیز این کار را انجام می‌دهند، بنابراین در جوامع مهاجر در بریتانیا نیز این عمل رخ می‌دهد، به‌عنوان مثال، در گزارشی از بی‌بی‌سی آن را نوعی کودک آزاری پنهان می‌داند. دختران تحت فشارهای خانوادگی و اجتماعی برای سازگاری هستند.

## دین و هنر
برخی از فرهنگ‌ها مدت‌هاست که برای فرج جشن گرفته و حتی آن را می‌پرستند. در دوره اوروک (ح. ۴۰۰۰ تا ۳۱۰۰ قبل از میلاد)، سومریان باستان فرج را مقدس و تعداد زیادی از اشعار سومری در ستایش فرج اینانا، الهه عشق، جنسیت و باروری، به جا مانده‌اند. در دین سومری، الهه نین ایما (Nin-imma) تجسم الهی اندام تناسلی زنانه است. مایع واژن همیشه در متون سومری به عنوان طعم «شیرین» توصیف شده است و در یک سرود عروس سومری، یک دختر جوان از رشد موی فرجش خوشحال می‌شود. مدل‌های گلی فرج در معبد اینانا در آشور کشف شد.